# Lavernat
Lavernat es una comuna y población de Francia, en la región de País del Loira, departamento de Sarthe, en el distrito de La Flèche y cantón de Mayet.
Está integrada en la Communauté de communes Loir et Bercé.

## Demografía
| 527 | 452 | 434 | 391 | 399 | 438 |
| Para los censos de 1962 a 1999 la población legal corresponde a la población sin duplicidades (Fuente: INSEE [Consultar]) |     |     |     |     |     |